# Liste des évêques de Rieti

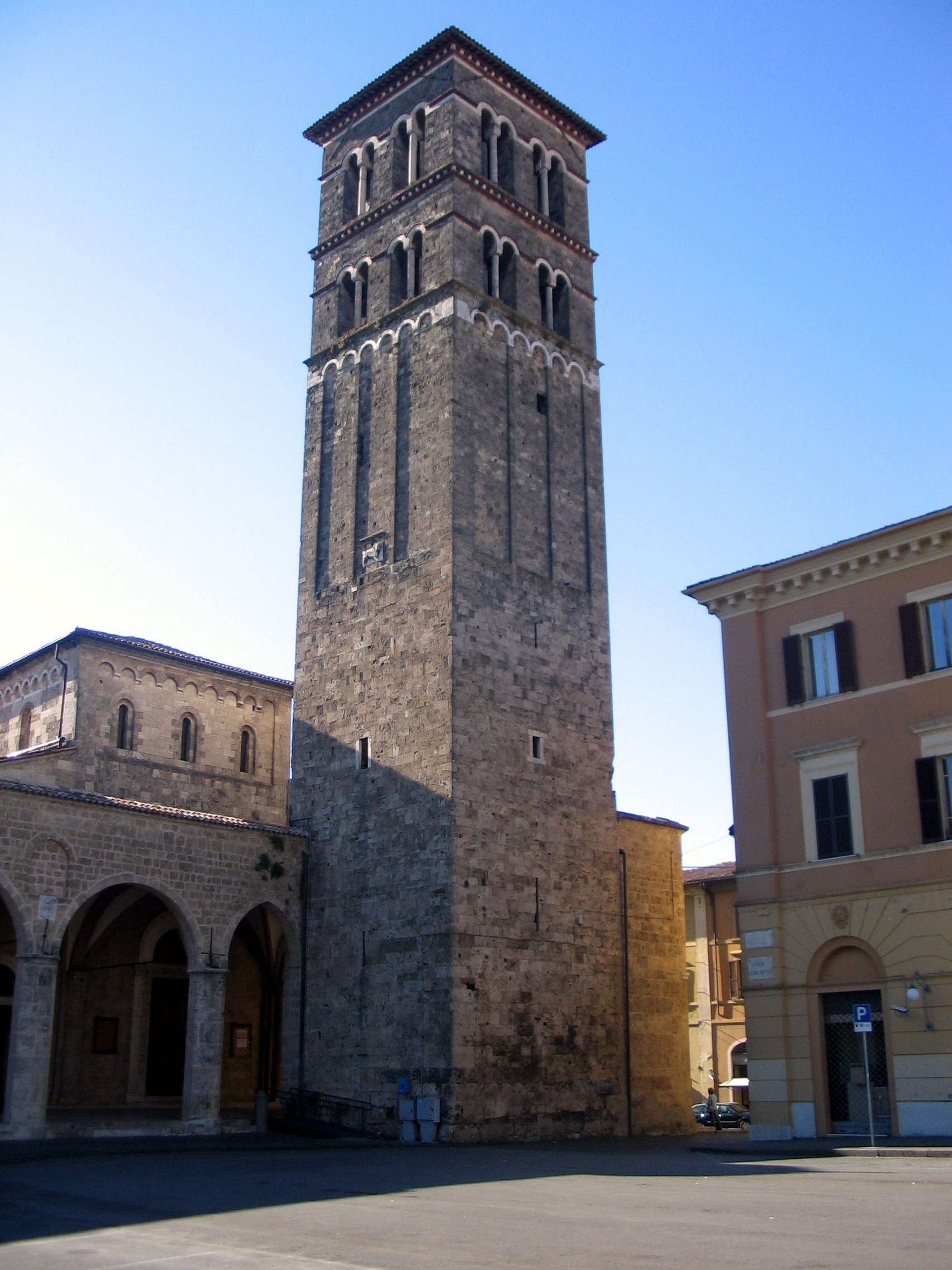
cathédrale de Rieti

Le diocèse de Rieti (latin: Dioecesis Reatina (-S. Salvatoris Maioris)) est un diocèse catholique en Italie, dépendant immédiatement du Saint-Siège. Il appartient à la région ecclésiastique de Latium. Le diocèse est fondé au Ve siècle. l'abbaye de San Salvatore Maggiore est ajouté en 1925.

## Évêques

### Jusque l'an1000
- Orso (vers 499)
- Probo ou Probiano (vers 586)
- Albino (vers 600)
- Gaudioso (cité en 642)
- Adriano (cité en 680)
- Teutone (cité en 753)
- Guiberto I (vers 770-773)
- Isermondo I (773-775 ou 776)
- Agio (775 ou 776-777)
- Sinualdo (777-vers 778)
- Guiberto II (778-vers 779)
- Pietro (cité en 779)
- Guiberto III (cité en 780)
- Alefredo ou Arnefredo (782-794)
- Isermondo II (803-814)
- Colo I (853-861)
- Giovanni I (cité en 864)
- Teudardo (875-879)
- Ricardo (cité en 887)
- Tebroldo (cité en 945)
- Anastasio (cité en 948)
- Alberico (cité en 969)
- Eldebrando (cité en 975)
- Giovanni II (cité en 982)
- Oberto † (cité en 995)

### XIesiècleauXIIIesiècle
- Gerardo 1049-1059)
- Rainerio I (cité en 1074)
- Benincasa (1109-1113)
- Teuzo (1114-1118)
- Colo II (cité en 1122)
- Gentile (cité en 1135)
- Dodone, O.Cist. (1137-1181)
- Settimio Quarini (1182-1185)
- Adenolfo Secenari (1188-1198)
- Rainaldo I, O.S.B. (1215-1225)
- Odone † (cité en 1227)
- Rainerio II (cité en 1233)
- Rainerio III ( -1249)
- Rainaldo II, O.F.M. (1249-1252)
- Tommaso I (1252-1255)
- Gottifredo (1265-1275)
- sede vacante (1275-1278)
- Pietro Gerra (1278-1286)
- Andrea Perro (1286-1292)
- Niccolò, O.Cist. (-1296)
- Berardo dal Poggio (1296-1299)
- Giacomo Pagani(1299-1301)

### XIVesiècleauXVIesiècle
- Angelo, O.F.M.(1302)
- Giovanni Muto dei Papazzurri (1302-1326)
- Raimondo I (1326- )
- Giovanni IV (1328-1329)
- Tommaso II (1339-1342)
- Raimondo II (1342-1344)
- Biagio da Leonessa, O.F.M. (1347-1378)
- Bartolomeo Mezzavacca (1378-1380)
- Lodovico Teodenari degli Alfani (1380-1399)
- Lodovico Cichi Cola (1399-1403)
- Lodovico Teodenari (1403-1436)
- Giovanni (1436-1438) (administrateur apostolique)
- Mattia Foschi (1438-1450)
- Angelo Capranica (1460-1468)
- Domenico Camisati (1468-1475)
- Fazio Gallerani (1475-1477)
- Giovanni Colonna (1477-1508) (administrateur apostolique)
- Pompeo Colonna (1508-1514)
- Scipione Colonna (1514-1528)
- Pompeo Colonna (1528-1529) (2e fois)
- Mario Aligeri (1529-1555)
- Giovanni Battista Osio (1555-1562)
- Marco Antonio Amulio (1562-1572)
- Mariano Vittori (1572)
- Alfonso Binarini (1572-1574)
- Costantino Barzellini, O.F.M.Conv. (1574-1584)
- Giulio Cesare Segni (1584-1603)

### XVIIesiècleetXVIIIesiècle
- Giovanni Conte (1603-1604)
- Gaspare Pasquali, O.F.M.Conv. (1604-1612)
- Pier Paolo Crescenzi (1612-1621)
- Giovanni Battista Toschi (1621-1633)
- Gregorio Naro (1634)
- Gianfrancesco Guidi di Bagno (1635-1639)
- Giorgio Bolognetti (1639-1660)
- Odoardo Vecchiarelli (1660-1667)
- Giulio Gabrielli (1668-1670) (administrateur apostolique)
- Ippolito Vicentini (1670-1702)
- sede vacante (1702-1707)
- Francesco Maria Antonio degli Abbatti (1707-1710)
- Bernardino Guinigi (1711-1723)
- Antonino Serafino Camarda, O.P. (1724-)
- Gaetano Cimeli (1754-1761)
- Girolamo Clarelli (1761-1764)
- Giovanni de Vita (1764-1774)
- Vincenzo Ferretti (1775-1779)
- Saverio Marini (1779-1812)

### À partir duXIXesiècle
- Carlo Fioravanti (1814-1818)
- Francesco Saverio (François-Xavier) Pereira (1818-1824)
- Timoteo Maria Ascensi (1824-1827)
- Gabriele Ferretti (1827-1833)
- Benedetto Cappelletti (1833-1834)
- Filippo Curoli (1834-1849)
- Gaetano Carletti (1849-1867)
- Sede vacante (1867-1871)
- Egidio Mauri (1871-1888)
- Carlo Bertuzzi (1889-1895)
- Bonaventura Quintarelli (1895-1915)
- Tranquillo Guarneri (1915-1916)
- Francesco Sidoli (1916-1924)
- Massimo Rinaldi (1924-1941)
- Benigno Luciano Migliorini (1941-1951)
- Raffaele Baratta (1951-1959)
- Nicola Cavanna (1960-1971)
- Dino Trabalzini (1971-1980)
- Francesco Amadio (1980-1989)
- Giuseppe Molinari (1989-1996)
- Delio Lucarelli (1996-2015)
- Domenico Pompili (2015-2022)
- Vito Piccinonna (2022-...)